# Jong FC Utrecht
Jong FC Utrecht is het tweede elftal van FC Utrecht, met voornamelijk spelers die nog niet in aanmerking komen voor een plaats in de selectie van het eerste elftal. Het team is een mix van spelers uit de jeugdopleiding, aangevuld met spelers uit andere jeugdopleidingen, amateurvoetbal en van andere betaaldvoetbalclubs. Alle spelers zijn jonger dan 23 jaar. Het team debuteerde in het seizoen 2016/17 in de Nederlandse Eerste divisie. Eerder speelde het in de beloftencompetitie. Het team speelt in de Eerste divisie, maar mag door regels van de KNVB niet uitkomen in de KNVB Beker.

## Algemene info

### Geschiedenis
Jong FC Utrecht werd in het seizoen 2015/16 kampioen van de Beloften Eredivisie. Met de invoering van de nieuwe voetbalpiramide promoveerde Jong FC Utrecht hierdoor naar de Eerste divisie. Jong FC Utrecht deed voor het eerst mee in het betaalde voetbal in het seizoen 2016/17. In dat seizoen werd de club 18e. Het 2e jaar in de Eerste divisie verliep minder fraai, het team werd 20e en eindigde dus op de laatste plaats. Door een besluit van de KNVB kon de club dat seizoen niet degraderen. Het 3e seizoen in de historie van de beloften, werd het net als in het 1e seizoen 19e en daarmee voorlaatste. Na dit seizoen vertrok Robin Pronk bij Jong FC Utrecht. Zijn opvolger werd René Hake. In zijn eerste seizoen als hoofdtrainer van de beloften, behaalde het een 12e plaats in de Eerste divisie.

### Voorwaarden beloftenteams
Sinds seizoen 2013/’14 komen er beloftenteams uit in de voetbalpiramide. Momenteel zijn er beloftenteams in de Eerste Divisie, Tweede Divisie, Derde Divisie (zaterdag en zondag). Op 7 juni 2018 maakte de KNVB bekend dat er een gewijzigde opzet komt betreffende de beloftenteams in de voetbalpiramide.
- Beloftenteams bestaan uit alleen spelers die in het betreffende seizoen 23 jaar of jonger zijn.
- Er wordt geen dispensatie verleend.
- Spelers die in het seizoen 18, 19, 20 jaar worden, mogen uitkomen in het eerste elftal. Na achttien keer te zijn uitgekomen in bindende wedstrijden van het eerste elftal, mogen ze niet meer uitkomen in het beloftenteam.
- Spelers die in het seizoen 21 of 22 jaar worden, mogen zeven keer bij bindende wedstrijden van het eerste elftal in de basiself staan en/of 45 minuten meespelen. Daarna mogen ze niet meer uitkomen in het beloftenteam.
- Voor doelmannen wordt een uitzondering gemaakt. Als zij in het seizoen 21 of 22 jaar worden, mogen ze achttien keer uitkomen in bindende wedstrijden van het eerste elftal. Daarna mogen ze niet meer uitkomen in het beloftenteam.
- Voor doelmannen wordt een uitzondering gemaakt. Zij mogen 25 jaar of jonger zijn. Wanneer twee beloftenteams tegen elkaar spelen geldt er voor doelmannen geen leeftijdsgrens.
- Spelers mogen niet meedoen aan een wedstrijd van een beloftenelftal als hij in hetzelfde speelweekend in de basis is gestart bij het eerste elftal, of minimaal 45 minuten heeft meegedaan in een wedstrijd van het eerste.
- Voor beloftenteams in de eerste divisie geldt dat spelers niet twee keer in één speelweekeinde op het wedstrijdformulier mogen voorkomen. Dat mag alleen wél als ze in één speelweekeinde eerst op het wedstrijdformulier van het beloftenteam hebben gestaan en daarna bij het eerste team. Ze mogen eveneens twee keer in een weekeinde op het wedstrijdformulier staan, als twee beloftenteams tegen elkaar spelen.

### Speellocatie
De 'thuishaven' van Jong FC Utrecht is Sportcomplex Zoudenbalch. In de eerste twee seizoenen voldeed het complex niet aan de eisen die de KNVB stelt aan teams uit de Eerste divisie. Daarom week het team uit naar Stadion Galgenwaard, het stadion waar het eerste elftal van FC Utrecht hun thuiswedstrijden speelt. Om de grasmat van het stadion niet te veel te belasten, maar ook wegens het speelprogramma van het eerste elftal, werd er voor een aantal wedstrijden uitgeweken naar Sportpark De Westmaat. Er werd gespeeld op het complex van V.V. IJsselmeervogels.  In de zomer van 2018 kreeg de club toestemming om de thuiswedstrijden op Sportcomplex Zoudenbalch te spelen, waardoor gebruik van Sportpark De Westmaat niet meer nodig was.

## Erelijst
| Competitie                       | Winnaar | Winnaar    |
| Competitie                       | Aantal  | Jaren      |
| -------------------------------- | ------- | ---------- |
| Beloften Eredivisie              | 1×      | 2016       |
| Beloften Eerste Divisie          | 2×      | 2011, 2015 |
| KNVB Beker beloften              | 2×      | 2000, 2010 |
| Utrechts sportploeg van het jaar | 1x      | 2000       |
| Districtsbeker Midden            | 1x      | 1997       |

### Individueel
| Prijs                         | Aantal | Winnaar   | Periode           |
| ----------------------------- | ------ | --------- | ----------------- |
| Kampioensschild Beste trainer | 1x     | René Hake | Periode 1 2019/20 |

## Selectie en technische staf

### Selectie
Dit is de vaste selectie van Jong FC Utrecht. In deze lijst zijn geen spelers van het eerste elftal of de jeugdelftallen opgenomen. 
| Naam                   | Sinds      | Contract    | Vorige club      |
| Doelmannen             | Doelmannen | Doelmannen  | Doelmannen       |
| ---------------------- | ---------- | ----------- | ---------------- |
| Mees Eppink            | 2024       | 2026        | FC Utrecht O18   |
| Justin Eversen         | 2025       | geen        | FC Utrecht O19   |
| Verdedigers            |            |             |                  |
| Massien Ghaddari       | 2024       | 2027 (+1)   | FC Utrecht O18   |
| Nazjir Held            | 2023       | 2026        | FC Utrecht O18   |
| Per Kloosterboer       | 2023       | geen        | FC Utrecht O18   |
| Wessel Kooy            | 2023       | 2026 (+1)   | FC Utrecht O18   |
| Jesper van Riel        | 2024       | 2026 (+1)   | De Graafschap    |
| Neal Viereck           | 2023       | 2027 (+1)   | Ajax O18         |
| Joshua Mukeh           | 2025       | 2027        | FC Utrecht       |
| Brian van den Boogaard | 2025       | 2027 (+1)   | FC Utrecht O19   |
| Hylke van der Mast     | 2025       | geen        | FC Utrecht O19   |
| Viggo Plantinga        | 2025       | 2027        | FC Utrecht O19   |
| Middenvelders          |            |             |                  |
| Noa Dundas             | 2024       | 2027        | FC Basel O21     |
| Sil van der Wegen      | 2023       | 2026 (+1)   | FC Utrecht O18   |
| Oualid Agougil         | 2024       | 2026 (+1)   | Jong Ajax        |
| Jaygo van Ommeren      | 2025       | 2028        | FC Utrecht O19   |
| Jessey Sneijder        | 2025       | 2028 (+1)   | FC Utrecht O19   |
| Aanvallers             |            |             |                  |
| Tijn den Boggende      | 2024       | 2026        | FC Utrecht O18   |
| Lynden Edhart          | 2022       | 2026 (+1)   | ADO Den Haag O18 |
| Markus Jensen          | 2025       | 2026 (huur) | Odense BK        |
| Gustav Arcos Sundqvist | 2025       | 2027 (+1)   | FC Utrecht O19   |
| Björn Menzo            | 2025       | 2027        | FC Utrecht O19   |
| Shedrach Ebite         | 2025       | 2026        | FC Utrecht O19   |

Laatste update: 20 augustis 2025

### Verhuurd
| Naam                     | Club                     | Verhuurd tot | Contract tot |
| ------------------------ | ------------------------ | ------------ | ------------ |
| Vlag van onbekend gebied | Vlag van onbekend gebied | 2025         | 2025         |

Laatste update: 2 juli 2025

### Technische staf
| Functie           | Naam            | Sinds | Contract | Vorige club |
| ----------------- | --------------- | ----- | -------- | ----------- |
| Hoofdtrainer      | Mark Otten      | 2025  | 2027     | N.E.C.      |
| Assistent-trainer | Herman Kamminga | 2024  |          | FC Twente   |
| Assistent-trainer | Sander Keller   | 2022  | 2027     |             |
| Keeperstrainer    | Edwin Zoetebier | 2025  |          | Vitesse     |

Laatste update: 2 juli 2025

## Overzichtslijsten

### Eindklasseringen
- 2016/2017 18e
Eerste divisie
- 2017/2018 20e
Eerste divisie
- 2018/2019 19e
Eerste divisie
- 2019/2020 12e
Eerste divisie
- 2020/2021 18e
Eerste divisie
- 2021/2022 18e
Eerste divisie
- 2022/2023 20e
Eerste divisie
- 2023/2024 20e
Eerste divisie
- 2024/2025 19e
Eerste divisie

In elke staaf van de grafiek staat van boven naar beneden vermeld: 
- Eindnotering

Dit is de positie die de club heeft bereikt in de competitie, zonder eventuele beslissings-, play-off- of nacompetitiewedstrijden die nodig zijn geweest om bijvoorbeeld de kampioen van de competitie te bepalen.
Indien een * achter het getal staat is de notering een tussenstand en kan het zijn dat de notering niet overeenkomt met de uiteindelijke eindstand van de competitie.
Staat er een - dan is het seizoen nog bezig en is er geen definitieve uitslag bekend.
Staat er xx op de positie van de notering, dan heeft de club vroegtijdig de competitie verlaten. Dit kan onder andere komen door terugtrekking van het team, faillissement van de club of door een uitgedeelde straf van de KNVB. In veel gevallen staat elders in het artikel de reden vermeld.
Staat er een ? dan is het resultaat uit het verleden onbekend, en is alleen de competitie of het niveau bekend van dat seizoen.
In de seizoenen 2019/20 en 2020/21 werd wegens de coronacrisis het amateurvoetbal afgebroken. Daardoor kennen deze staven geen eindklassering (middels -- weergegeven).
- Competitieniveau en afdelingsletter of Officiële eindstand Eredivisie
  - Competitieniveau en afdelingsletter

Hierbij geeft het getal het niveau weer, dat ook terug te vinden is in de legenda. De letter is de afdelingsaanduiding en wordt gebruikt wanneer er meer afdelingen zijn op hetzelfde niveau. De afdelingsletter is altijd een hoofdletter en wordt meestal zonder nummer gebruikt.
Voorbeeld: 2F is niveau 2e klasse competitie F.
Het competitieniveau en nummer wordt niet vermeld wanneer er slechts één competitie van dit niveau was.
  - Officiële eindstand Eredivisie (getal staat tussen haakjes vermeld)

Sinds de introductie van play-offwedstrijden voor Europees voetbal na afloop van de reguliere competitie in 2005/06, is de KNVB verplicht een eindstand van de Eredivisie door te geven aan de UEFA aan de hand van deze play-offwedstrijden.
Bij deze eindstand staan clubs die zich hebben gekwalificeerd voor Europees voetbal hoger dan clubs die zich niet wisten te kwalificeren. Indien er geen verschil was tussen de eindnotering en de officiële eindstand, staat dit getal niet vermeld.

- Onderafdeling

Hier staat afgekort de naam van de onderafdeling indien de club in dat jaar in een onderafdeling uitkwam. Tevens staat deze afkorting in de legenda en wordt gelinkt naar het artikel over deze onderafdeling. Deze afkorting wordt alleen vermeld wanneer de club in het verleden in verschillende onderafdelingen heeft gespeeld. Deze vermelding is in de staaf altijd in kleine letters. Deze onderafdelingen zijn na het seizoen 1995/96 afgeschaft. Heeft de club in slechts één onderafdeling gespeeld, dan is dit alleen terug te vinden in de legenda.
Onder de staaf staat het jaartal vermeld waarin het seizoen is afgesloten. 15 verwijst naar het seizoen 2014/15 of eventueel het seizoen 1914/15.
Wanneer een staaf leeg is, zijn deze gegevens niet bekend. Het kan ook zijn dat de club dat seizoen niet heeft meegespeeld op het hogere amateurniveau, vroegtijdig de competitie heeft verlaten of uit de competitie is gezet.

In het seizoen 1944/45 was er wegens de Tweede Wereldoorlog geen regulier competitievoetbal.
- Eerste divisie

### Resultaten per tegenstander
| Club             | 2016/17 | 2016/17 | 2017/18 | 2017/18 | 2018/19 | 2018/19 | 2019/20 | 2019/20 | 2020/21 | 2020/21 | 2021/22 | 2021/22 | 2022/23 | 2022/23 | 2023/24 | 2023/24 | 2024/25 | 2024/25 | 2025/26 | 2025/26 |
| Club             | t       | u       | t       | u       | t       | u       | t       | u       | t       | u       | t       | u       | t       | u       | t       | u       | t       | u       | t       | u       |
| ---------------- | ------- | ------- | ------- | ------- | ------- | ------- | ------- | ------- | ------- | ------- | ------- | ------- | ------- | ------- | ------- | ------- | ------- | ------- | ------- | ------- |
| Achilles'29      | 0–1     | 1–1     |         |         |         |         |         |         |         |         |         |         |         |         |         |         |         |         |         |         |
| ADO Den Haag     |         |         |         |         |         |         |         |         |         |         | 1–4     | 1–1     | 1–1     | 1–1     | 0–2     | 6–0     | 1–1     | 1–1     | 2–2     | –       |
| Almere City FC   | 1–1     | 2–1     | 2–4     | 2–1     | 0–2     | 3–1     | 3–1     | afg.    | 1–3     | 4–1     | 1–2     | 1–1     | 0–2     | 1–0     |         |         |         |         | –       | –       |
| SC Cambuur       | 0–2     | 4–2     | 1–3     | 2–1     | 0–0     | 4–1     | 1–1     | 3–1     | 1–3     | 5–2     |         |         |         |         | 3–2     | 2–4     | 0–4     | 3–1     | –       | –       |
| De Graafschap    | 3–2     | 3–1     | 1–4     | 7–0     |         |         | 2–2     | 2–1     | 0–1     | 3–1     | 0–2     | 2–2     | 1–1     | 2–0     | 2–1     | 2–2     | 1–1     | 2–2     | –       | –       |
| Excelsior        |         |         |         |         |         |         | afg.    | 2–0     | 3–2     | 2–0     | 0–1     | 2–1     |         |         |         |         | 0–0     | 3–0     |         |         |
| FC Den Bosch     | 5–0     | 1–0     | 1–1     | 1–0     | 1–1     | 2–2     | 5–1     | 3–2     | 3–1     | 3–0     | 0–1     | 2–1     | 0–0     | 1–4     | 0–2     | 1–1     | 0–3     | 2–0     | –       | –       |
| FC Dordrecht     | 1–1     | 3–0     | 0–2     | 2–1     | 4–1     | 1–2     | 1–1     | 2–5     | 3–1     | 0–3     | 0–4     | 2–2     | 0–1     | 2–1     | 1–1     | 3–3     | 1–0     | 3–1     | –       | –       |
| FC Eindhoven     | 3–1     | 2–1     | 1–2     | 5–2     | 1–3     | 0–0     | 2–2     | afg.    | 1–2     | 2–2     | 0–6     | 4–0     | 0–1     | 2–0     | 2–5     | 3–0     | 0–4     | 1–2     | –       | 1–0     |
| FC Emmen         | 3–1     | 0–3     | 1–2     | 0–0     |         |         |         |         |         |         | 0–1     | 2–0     |         |         | 2–3     | 2–0     | 1–2     | 2–0     | –       | –       |
| FC Groningen     |         |         |         |         |         |         |         |         |         |         |         |         |         |         | 1–0     | 2–1     |         |         |         |         |
| FC Twente        |         |         |         |         | 1–6     | 1–0     |         |         |         |         |         |         |         |         |         |         |         |         |         |         |
| FC Volendam      | 2–4     | 2–2     | 2–1     | 2–1     | 3–1     | 2–0     | 2–1     | 1–0     | 2–3     | 0–1     | 0–1     | 2–0     |         |         |         |         | 2–3     | 2–0     |         |         |
| Fortuna Sittard  | 3–0     | 4–1     | 0–1     | 3–1     |         |         |         |         |         |         |         |         |         |         |         |         |         |         |         |         |
| Go Ahead Eagles  |         |         | 1–0     | 0–0     | 2–4     | 5–0     | 0–3     | 4–0     | 0–1     | 2–3     |         |         |         |         |         |         |         |         |         |         |
| Helmond Sport    | 1–0     | 1–1     | 0–0     | 2–0     | 1–1     | 2–0     | 1–1     | afg.    | 2–1     | 2–1     | 3–2     | 0–3     | 2–0     | 2–0     | 0–1     | 4–0     | 3–1     | 1–1     | –       | –       |
| Heracles Almelo  |         |         |         |         |         |         |         |         |         |         |         |         | 0–3     | 6–1     |         |         |         |         |         |         |
| Jong Ajax        | 2–2     | 2–0     | 2–1     | 2–1     | 4–3     | 3–3     | 7–2     | 4–0     | 1–2     | 3–2     | 0–2     | 3–1     | 1–0     | 1–2     | 0-1     | 2–1     | 1–2     | 0–0     | –       | –       |
| Jong AZ          |         |         | 1–0     | 1–3     | 1–3     | 2–2     | 2–1     | afg.    | 1–2     | 3–2     | 0–1     | 0–1     | 0–2     | 4–0     | 1–2     | 1–0     | 0–1     | 5–1     | –       | –       |
| Jong PSV         | 0–2     | 2–0     | 1–4     | 2–0     | 3–2     | 3–1     | 3–0     | afg.    | 1–6     | 1–1     | 2–1     | 0–2     | 0–1     | 2–1     | 0–0     | 2–0     | 0–2     | 3–1     | –       | –       |
| MVV Maastricht   | 1–2     | 4–1     | 2–1     | 3–1     | 0–0     | 4–2     | afg.    | 1–1     | 0–1     | 0–2     | 0–1     | 2–4     | 3–0     | 1–0     | 1–1     | 3–0     | 4–3     | 5–0     | –       | –       |
| NAC Breda        | 0–2     | 4–1     |         |         |         |         | afg.    | 0–0     | 0–2     | 3–1     | 1–0     | 1–1     | 4–1     | 3–1     | 1–1     | 3–1     |         |         |         |         |
| N.E.C. Nijmegen  |         |         | 0–2     | 3–1     | 1–2     | 4–1     | 1–2     | 0–0     | 1–4     | 2–0     |         |         |         |         |         |         |         |         |         |         |
| PEC Zwolle       |         |         |         |         |         |         |         |         |         |         |         |         | 0–1     | 2–0     |         |         |         |         |         |         |
| RKC Waalwijk     | 1–3     | 1–2     | 5–2     | 2–2     | 1–2     | 3–2     |         |         |         |         |         |         |         |         |         |         |         |         | –       | –       |
| Roda JC Kerkrade |         |         |         |         | 1–2     | 2–1     | 2–1     | 1–3     | 2–0     | 2–1     | 1–2     | 2–1     | 1–3     | 4–1     | 1–0     | 0–0     | 1–3     | 3–0     | –       | –       |
| Sparta Rotterdam |         |         |         |         | 1–5     | 4–2     |         |         |         |         |         |         |         |         |         |         |         |         |         |         |
| Telstar          | 2–1     | 3–1     | 0–1     | 1–0     | 0–1     | 2–0     | afg.    | 2–0     | 1–2     | 2–3     | 3–0     | 1–3     | 0–1     | 2–2     | 0–0     | 5–1     | 1–1     | 6–0     |         |         |
| TOP Oss          | 2–1     | 4–2     | 0–3     | 2–0     | 1–2     | 2–1     | 2–1     | 2–1     | 0–1     | 0–4     | 2–1     | 4–1     | 4–2     | 3–0     | 0–3     | 2–0     | 1–1     | 1–1     | –       | –       |
| Vitesse          |         |         |         |         |         |         |         |         |         |         |         |         |         |         |         |         | 0–2     | 2–1     | –       | –       |
| VVV-Venlo        | 0–0     | 2–0     |         |         |         |         |         |         |         |         | 2–3     | 1–2     | 1–1     | 2–1     | 0–0     | 4–1     | 0–0     | 3–2     | –       | –       |
| Willem II        |         |         |         |         |         |         |         |         |         |         |         |         | 0–0     | 3–0     | 1–1     | 2–1     |         |         | –       | –       |

Bijgewerkt t/m 19 augustus 2025
1. ↑  Seizoen was eerder afgelopen vanwege COVID-19.

### Bezoekersrecords
- Op 16 januari 2017 werd het eerste record neergezet qua bezoekersaantallen in een thuiswedstrijd. Dit gebeurde in de thuiswedstrijd tegen NAC Breda dat onder leiding stond van oud FC Utrecht speler en publiekslieveling Stijn Vreven. Tijdens dit duel in de Galgenwaard bezochten 1.612 mensen de wedstrijd.
- Het volgende record werd neergezet op 20 april 2018. In de thuiswedstrijd tegen Fortuna Sittard was het uitvak helemaal uitverkocht, waardoor er 1.200 uitsupporters meekwamen. De reden was dat Fortuna Sittard promotie naar de Eredivisie kon veilig stellen en kampioen kon worden van de Eerste divisie. Tijdens dit duel in de Galgenwaard bezochten 2.547 mensen de wedstrijd.

### Seizoensoverzichten
| 2016/17 | Eerste divisie | 38 | 10 | 7  | 21 | 50 | 71 | 37 | 18de  | Jong FC Utrecht treedt toe tot het betaald voetbal                                                    |
| 2017/18 | Eerste divisie | 38 | 7  | 8  | 25 | 37 | 76 | 27 | 20ste | – |
| 2018/19 | Eerste divisie | 38 | 5  | 8  | 25 | 47 | 90 | 23 | 19de  | – |
| 2019/20 | Eerste divisie | 29 | 10 | 8  | 11 | 48 | 47 | 38 | 12de  | Door de coronacrisis is competitie niet afgemaakt. De tussenstand na 29 speelrondes werd de eindstand |
| 2020/21 | Eerste divisie | 38 | 11 | 2  | 25 | 53 | 77 | 35 | 18de  | – |
| 2021/22 | Eerste divisie | 38 | 11 | 5  | 22 | 43 | 67 | 38 | 18de  | – |
| 2022/23 | Eerste divisie | 38 | 7  | 7  | 24 | 33 | 65 | 28 | 20ste | – |
| 2023/24 | Eerste divisie | 38 | 5  | 11 | 22 | 32 | 74 | 26 | 20ste | – |
| 2024/25 | Eerste divisie | 38 | 4  | 11 | 23 | 31 | 82 | 23 | 19de  | – |
| 2025/26 | Eerste divisie | 2  | 0  | 1  | 1  | 2  | 3  | 1  | 13de  | – |

### Topscorers
- 2016/17:  Gyrano Kerk (7)
0000000  Sylla Sow (7)
0000000  Nick Venema (7)
- 2017/18:  Nick Venema (13)
- 2018/19:  Nick Venema (16)
- 2019/20:  Jonas Arweiler (10)
- 2020/21:  Jeredy Hilterman (19)
- 2021/22:  Nick Venema (8)
- 2022/23:  Mees Rijks (8)
0000000  Derensili Sanches Fernandes (8)
- 2023/24:  Jesse van de Haar (6)
- 2024/25:  Rafik El Arguioui (5)
0000000  Georgios Charalampoglou (5)

### Trainers
- 1996–2000:  Foeke Booy
- 2002–2004:  Erik van der Meer
- 2005–2006:  John van Loen
- 2007–2007:  Roy Wesseling
- 2008–2009:  Jan Oosterhuis
- 2009–2011:  Rob Alflen
- 2011–2013:  Jean-Paul de Jong
- 2013–2014:  Ab Plugboer
- 2014–2019:  Robin Pronk
- 2019–2020:  René Hake
- 2020–2021:  Ab Plugboer
- 2021–2023:  Darije Kalezić
- 2023–2025:  Ivar van Dinteren
- 2025–0000:  Mark Otten

Agougil ·
Arcos Sundqvist ·
Den Boggende ·
Van den Boogaard ·
Dundas ·
Ebite ·
Edhart ·
Eppink ·
Eversen ·
Ghaddari ·
Held ·
Kloosterboer ·
Kooy  ·
Van der Mast ·
Menzo ·
Mukeh ·
Van Ommeren ·
Plantinga ·
Van Riel ·
Sneijder ·
Viereck ·
Van der Wegen ·
Coach: Otten
· Assistent-trainer: Kamminga
· Assistent-trainer: Keller
· Keeperstrainer: Zoetebier
Dit is de vaste selectie van Jong FC Utrecht. In deze lijst zijn geen spelers van het eerste elftal of de jeugdelftallen opgenomen.
ADO Den Haag ·
Almere City FC ·
FC Den Bosch ·
SC Cambuur ·
FC Dordrecht ·
FC Eindhoven ·
FC Emmen ·
De Graafschap ·
Helmond Sport ·
Jong Ajax ·
Jong AZ ·
Jong PSV ·
Jong FC Utrecht ·
MVV Maastricht ·
RKC Waalwijk ·
Roda JC Kerkrade ·
TOP Oss ·
Vitesse ·
VVV-Venlo ·
Willem II